# هايدن كوين
هايدن كوين (بالإنجليزية: Hayden Quinn)‏ هو كاتب أسترالي، ولد في 1986 في سيدني في أستراليا.